# ギュンター・ツェラー
ギュンター・ツェラー（英語: Günter Zöller、1948年5月21日 -）は、東ドイツ出身のフィギュアスケート選手（男子シングル）、フィギュアスケートコーチ。1970年世界フィギュアスケート選手権3位、1968年グルノーブルオリンピック東ドイツ代表。

## 経歴
- 東ドイツ選手権5回優勝
- 1968年グルノーブルオリンピック11位
- 1970年欧州選手権3位
- 1970年世界選手権3位

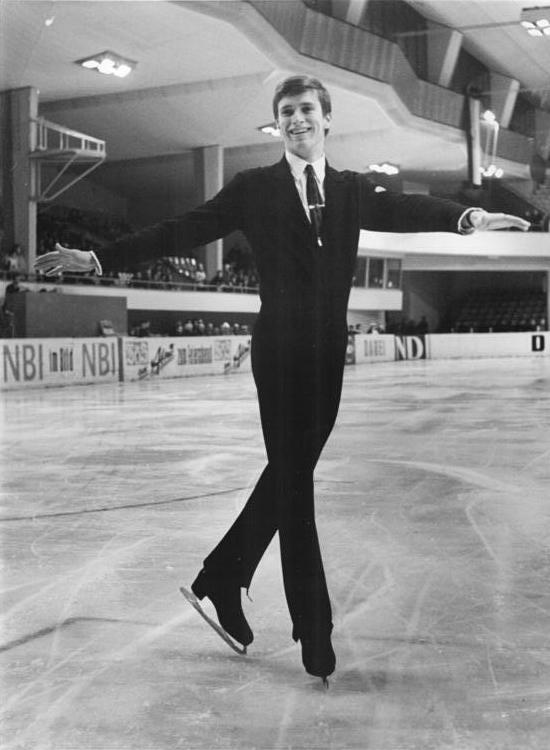
1971年

- 引退後は西ドイツに移住し、クラウディア・ライストナー、ルディ・ツェルネ、ナタリー・ヴァインツィアールらを指導した。

## 主な戦績
| 大会/年        | 1962-63 | 1963-64 | 1964-65 | 1965-66 | 1966-67 | 1967-68 | 1968-69 | 1969-70 |
| -------------- | ------- | ------- | ------- | ------- | ------- | ------- | ------- | ------- |
| オリンピック   |         |         |         |         |         | 11      |         |         |
| 世界選手権     |         |         | 18      |         | 11      | 11      | 7       | 3       |
| 欧州選手権     | 19      |         | 12      |         | 7       | 8       | 4       | 3       |
| 東ドイツ選手権 | 2       | 2       | 1       |         | 1       | 1       | 1       | 1       |